# Хорхе Лінарес
Хорхе Лінарес (ісп. Jorge Luis Linares Palencia; народ. 22 серпня 1985, Баринас, Венесуела) — венесуельський професійний боксер, що виступає в легкій вазі. Чемпіон світу в напівлегкій ( WBC, 2007 — 2008), другій напівлегкій ( WBA, 2008 — 2009) та легкій ( WBC, 2014 — 2016; WBA, 2016 — 2018; The Ring, 2016 — 2018) вагових категоріях.

## Професійна кар'єра
Професійну кар'єру Лінарес розпочав боєм 15 грудня 2002 року у Осаці, Японія у віці 17 років. Більшість перших боїв своєї профікар'єри Хорхе провів у Японії, найчастіше на арені Korakuen hall, Токіо. Крім того, виступав у Панамі, Венесуелі, Аргентині і Південній Кореї.
Свій 24 поєдинок Лінарес вперше провів у США, і 21 липня 2007 року у Лас-Вегасі в бою за вакантний титул чемпіона світу за версією WBC у напівлегкій вазі нокаутував у 10 раунді колишнього чемпіона світу у першій напівлегкій вазі мексиканця Оскара Ларіоса.
15 грудня 2007 року провів у Мексиці проти Гамальєра Діаса успішний захист титулу чемпіона WBC.
28 листопада 2008 року у Панамі, перемігши технічним нокаутом у 5 раунді місцевого бійця Вайбера Гарсію, завоював вакантний титул чемпіона світу за версією WBA у другій напівлегкій вазі.
10 жовтня 2009 року Лінарес сенсаційно програв технічним нокаутом у 1 раунді мексиканцю Хуану Карлосу Сальгадо і втратив звання чемпіона WBA.
2010 року Лінарес перейшов у легку вагу.
15 жовтня 2011 року у Лос-Анджелесі в андеркарті бою між Бернардом Гопкінсом і Чедом Доусоном відбувся поєдинок за вакантний титул чемпіона світу за версією WBC у легкій вазі між Хорхе Лінаресом і мексиканцем Антоніо ДеМарко, у якому перемогу у 11 раунді технічним нокаутом здобув ДеМарко.
В наступні три роки Лінарес боксував у США, Мексиці і Японії.
У 2014 році у Лінареса знову з'явився шанс стати чемпіоном у трьох вагових категоріях. 30 грудня 2014 року у Токіо пройшов бій за вакантний титул чемпіона світу за версією WBC у легкій вазі між Хорхе Лінаресом і мексиканцем Хав'єром Прієто. Лінарес здобув впевнену перемогу, нокаутувавши суперника у 4 раунді.
Наступний бій Лінарес вперше провів у Великій Британії. На О2 Арені (Лондон) 30 травня 2015 року боксер захищав титул проти "срібного" чемпіона WBC британця Кевіна Мітчелла. Хорхе із самого початку поєдинку виглядав впевненіше опонента, хоча у 5 раунді і побував у нокдауні. Все ж, Мітчелл пропускав занадто багато ударів, і у 9 раунді на обличчі британця з'явилася величезна гематома, по якій і продовжував працювати Лінарес. Наприкінці 10-ї трихвилинки після пропущеної серії ударів Кевін вирішив присісти на коліно і припинити бій. ТКО.
10 жовтня 2015 року у Каракасі відбувся самий грандіозний боксерський вечір в історії Венесуели. Організаторами поєдинків виступили російські промоутери. В головному поєдинку вечора чемпіон WBC Хорхе Лінарес отримав дострокову перемогу нокаутом у 4 раунді над мексиканцем Іваном Кано. Лінарес відправив Кано у нокдаун у 3 раунді і продовжував обсипати ударами у 4-му, поки мексиканець не взяв коліно і не вислухав відлік рефері до кінця.
Навесні 2016 року Лінарес мав провести обов'язковий захист звання чемпіона WBC в бою проти Деяна Златічаніна, але в процессі підготовки зламав руку і був змушений відмовитись від поєдинку. Керівництво WBC ухвалило рішення позбавити Лінареса титулу чемпіона у легкій вазі, при цьому Хорхе отримав звання "чемпіона у відпустці" і право у першому ж своєму бою виборювати титул чемпіона WBC.
Уже в наступному поєдинку, 24 вересня 2016 року, Лінарес знову здобув титул чемпіона світу, перебоксувавши володаря "звичайного" титулу WBA британця Ентоні Кроллу у рідному для того Манчестері. Підсумок протистояння—117-111, 115-113 і 115-114.
У реванші 25 березня 2017 року, що знов пройшов у Манчестері, Лінарес ще більш впевнено переміг Кроллу, якого надіслав у нокдаун у 7 раунді. У підсумку усі 3 суддів виставили розгромний рахунок на користь Лінареса—118-109.

### Лінарес vs. Кемпбелл
Промоутер компанії «Golden Boy Promotions» Роберт Діас анонсував, що наступний свій поєдинок Хорхе Лінарес проведе 23 вересня 2017 року, а також виключив Люка Кемпбелла, який володів титулом чемпіона WBC Silver, як можливого опонента. План полягав у тому, що Кемпбелл проведе свій бій в андеркарті цього вечора, і, якщо обидва бійці переможуть, то зустрінуться в майбутньому. Лінарес разом зі своєю дружиною та дітьми переїхав до Лондона й розпочав свій тренувальний табір з тренером Ісмаельом Сіласом. 21 липня 2017 року федерація WBA зобов'язала боксера провести захист титулу проти Люка Кемпбелла. Згідно з правилами WBA чемпіон має провести обов'язковий захист протягом 9 місяців після завоювання титулу, а цей термін для Лінареса спливав 23 липня 2017 року, після перемоги над Ентоні Короллою 24 вересня 2016 року. Кемпбелл став обов'язковим претендентом після перемоги над колишнім чемпіоном світу Дарлі Пересом у квітні 2017 року. Обом сторонам було надано 30 днів, щоб домовитися про бій. 27 липня 2017 року була досягнута домовленість, що боксери зустрінуться 23 вересня 2017 року на арені «The Forum» в Інґлвуді, штат Каліфорнія. Транслюватимуть цей бій телеканали Sky Sports у Великій Британії та HBO Boxing After Dark у США. В інтерв'ю Лінарес сказав: «Мені дуже подобається знову бути в США і вперше брати участь в головному бою вечора на HBO. Я впевнений, що 23 вересня я буду переможцем».
Перед 4125 глядачами Лінарес виграв свій 12-й бій поспіль, захистивши титул чемпіона WBA. Бій тривав усі 12 раундів, а Лінарес здобув перемогу розділеним рішенням суддів: 115-112, 114-113, 113-115. Сайт ESPN.com також віддав перемогу Лінаресу: 115-112. Венесуелець відправив Кемпбелла у нокдаун сильним ударом правою в голову в 2-му раунді. Між 5-м і 9-м раундами перевага була на стороні британця. Пізніше Лінарес розповів HBO, що просто хотів зменшити урон, який він отримував під час бою. Зі стартом чемпіонських раундів Лінарес знову перехопив ініціативу. Якби Кемпбелл не опинився у нокдауні у 2 раунді, результатом бою могла б стати нічия розділеним рішенням суддів, але і в такому випадку Лінарес зберіг би за собою титул чемпіона.

### Лінарес vs. Ломаченко
Після перемоги над Кемпбеллом Лінарес сподівався, що його команді вдасться домовитись про об'єднавчий бій із чемпіоном WBC у легкій вазі непереможним Майкі Гарсія, але той відхилив пропозицію Golden Boy Promotions, стверджуючи, що отримав більш привабливу для себе пропозицію. 27 січня 2018 року Лінарес провів добровільний захист звання чемпіона WBA з середняком філіппінцем Мерсіто Гестою і переміг одноголосним рішенням суддів. Після цього Лінарес знов озвучив плани отримати бій з одним із двох самих бажаних суперників – Василем Ломаченко або Майкі Гарсією. Керівництво WBC оприлюднило постанову, згідно якої зобов'язувало чемпіона світу WBC у легкій вазі Майкі Гарсію і володаря титулу "діамантового" чемпіона WBC у цій же вазі Хорхе Лінареса розпочати перемовини про бій з 12 березня 2018 року. Але Оскар Де Ла Хойя, голова компанії Golden Boy Promotions і промоутер Лінареса, оголосив про готовність і бажання організувати поєдинок між Лінаресом і Василем Ломаченко. Команда українця відповіла згодою. Боб Арум, промоутер Ломаченка, запропонував провести бій 12 травня, але проти цієї дати категорично виступив Ерік Гомес, президент промоутерської компанії Golden Boy Promotions.  Арум оголосив, що з Лінаресом чи без нього дебют Ломаченка у легкій вазі точно відбудеться 12 травня. Тоді Хорхе Лінарес висловився проти того, щоб запланований на HBO повтор реваншу поєдинку Альварес-Головкін, який мав відбутися 5 травня, завадив його бою із Ломаченком, і попередив власного со-промоутера, компанію Golden Boy Promotions, про готовність подати судовий позов в разі, якщо ті не дадуть добро на проведення бою з Ломаченко. У березні на офіційній сторінці Ломаченка у Facebook з'явилося підтвердження, що суперником українця буде чемпіон у 3 вагових категоріях Хорхе Лінарес.
Поєдинок за титул чемпіона світу за версією WBA, яким до бою володів Лінарес, пройшов у легендарному спорткомплексі Медісон-сквер-гарден, Нью-Йорк. Лінарес провів хороший бій. Його акцентовані удари доставили українцеві чимало неприємностей, а у 6 раунді він відправив Василя у його перший у профікар'єрі нокдаун, але у 10 раунді Ломаченко зумів провести блискавичний удар в печінку, і венесуелець не зміг продовжити бій. Лінарес втратив титул чемпіона WBA.
Поєдинок Лінарес—Ломаченко став самим рейтинговим на американському кабельному телебаченні з початку 2018 року і був визнаний кращим у 2018 році за версією WBA.
29 вересня 2018 року Хорхе вдало дебютував у першій напівсередній вазі, нокаутувавши Абнера Котто, але 18 січня 2019 року сенсаційно програв мексиканцю Пабло Сезару Кано. Бій завершився уже в 1 раунді після того, як Кано тричі відправляв Лінареса в нокдаун. Після ганебної поразки Лінарес повернувся у легку вагу, перебосувавши 7 вересня 2019 року філіппінця Тойогона.
29 травня 2021 року у Лас-Вегасі Лінарес провів бій проти чемпіона світу за версією WBC у легкій вазі американця Девіна Хейні, в якому він, майже не поступаючись в майстерності чемпіону, все ж програв одностайним рішенням суддів.